# Балдуин I (Йерусалим)
Вижте пояснителната страница за други личности с името Балдуин или Бодуен.
Балдуин (Бодуен) дьо Буйон  (на френски: Baudouin de Boulogne) е граф на Вердюн, граф на Едеса в периода (1098 – 1100) и крал на Йерусалимското кралство (1100 – 1118).

## Произход и ранни години
Той е трети син на граф Йосташ II и Ида дьо Булон, дъщеря на херцог Готфрид III Брадатия от Лотарингия.
Двамата му по-големи братя наследяват семейните владения – Йосташ III Буйонското графство, а Годфроа дьо Буйон – именията по майчина линия (вуйчо му Готфрид III не е имал собствени деца и го е обявил за свой наследник). При това положение Балдуин се подготвя за църковна служба, вероятно дори за епископски сан. Поради малко известни причини обаче Балдуин отказва да следва този път, оженва се за Готхилда де Тосни и заедно с братята си взима участие в Първия кръстоносен поход.

## Първи кръстоносен поход

### Начало на похода
Балдуин участва в Първия кръстоносен поход заедно с брат си Годфроа дьо Буйон. Основното му желание, както може да се съди от неговите действия, не е освобождението на гроба Господен, а завземането на земи на изток и получаването на собствен феод.
Отделен от основната армия на кръстоносците при Киликийските врата, Балдуин се отправя към град Тарс, надявайки се да го превземе с щурм, но градът вече е зает от войските на друг кръстоносец – Танкред Галилейски. Тарс е предаден от Балдуин на арменците и така се слага начало на враждата между Балдуин и Танкред. След първоначалните успехи в Киликия, Балдуин тръгва към Ефрат, „получил покана от Армения, където той завладява Тел Башир и Равендан и покорява цялата страна под своя власт“.
Балдуин обявява себе си за сеньор на Тарс, поставя там свой заместник и след известно време се придвижва на юг. Когато отрядите на Балдуин минават край крепостта Мамистра, която по-рано е заета от войските на Танкред, те са подложени на обстрел – Танкред си отмъщава за загубата на Тарс. Протестите на обикновените войници в похода принуждават двамата да спрат разприте си, но те завинаги остават врагове.
Съединил силите си с основната армия в Мараш, Балдуин остава там за кратко и два дни по-късно тръгва с армията си към град Едеса. Така Балдуин, който след смъртта на брат си Годфроа става крал на Йерусалим, не взема никакво участие в освобождението на свещения град.

### Покоряване на Едеса
След преминаването на похода през Мала Азия през октомври 1097 г. Торос Едески, управител на подчинения от селджуките арменско-византийски град Едеса иска помощ от кръстоносците срещу новите си господари. Балдуин се отзовава и бързо печели позиции, заплашвайки че ако си тръгне и се присъедини отново към кръстоносците градът ще бъде опустошен от турците. Така в крайна сметка Балдуин принуждава бездетния наместник Торос да го осинови и обяви за свой наследник. Скоро след това, на 9 март 1098 г., Торос е убит при размирици, като не е изключено това да е станало със съучастието на Балдуин, който започва да се титулува като граф на Едеса.
Междувременно първата му съпруга е починала и Балдуин се жени за арменката Арда, с което цели да спечели симпатиите на местното арменско население. Освен това успешно отблъсква всички мюсюлмански нападения и му се удава да разшири владенията си до бреговете на Ефрат. Той вече планира да завладее и Диарбекир, когато научава за смъртта на брат си Годфроа; това подтиква Балдуин да замине за Йерусалим, където става крал Балдуин I. Графството остава на грижите на братовчед му Балдуин де Бурк.

## Крал на Йерусалим (1100 – 1118)

### Пътуване за Йерусалим
Когато получава известие за смъртта на Годфроа, Балдуин изпитва скръб, но и радост от наследяването на трона. Потегля към Йерусалим на 2 октомври 1100 г. начело на 400 рицари и 1000 пехотинци. Пътуването е опасно, тъй като минава през земите на враговете му. Освен това патриарх Дембер изпраща призив до Боемон да спре Балдуин по пътя му. Но точно тогава Боемон попада в плен, а тайното съобщение на патриарха е заловено. Вместо да бъде посрещнат като враг в Антиохия, Балдуин е приет като спасител от жителите, подложени на непрестанни нападения в отсъствието на Боемон. Той успява да ги успокои и след три дни продължава пътя си към Йерусалим. На юг от Лаодикея започват трудности: поради заплаха от турски нападения половината му отряд дезертира, но Балдуин остава твърд. Преминава безпроблемно край няколко града, подвластни на мюсюлмани и пристига в Триполи. Местният емир, арабинът Ибн Амар, го посреща като приятел, снабдява го с храна и го осведомява за местонахождението на Дукак от Дамаск, който е тръгнал насреща му. Тази помощ е решаваща, защото помага на Балдуин да подмами нападащите го турци в тесния проход при Нахр ал Калб и да ги обърне в бягство. След вестта за поражението на Дукак пътят на Балдуин минава безпрепятствено покрай фатимидските крепости Бейрут, Сидон, Тир и Акра. В Хайфа, която принадлежи на Танкред, но той отсъства, франките го посрещат като господар. След като прекосява равнината Арсуф, Балдуитн пристига в Яфа, където е посрещнат с тържествена процесия от цялото християнско население.

### Военен поход. Коронация
Много скоро Балдуин предприема военен поход към южните части на кралството, в най-трудно достъпната част на Юдея, където в планински пещери се крият разбойници, представляващи заплаха за поклонниците. Набезите на франките сплашват племената от тези краища. Балдуин стига до връх Хор в Арабска Петрея и като разбира стратегическото му значение, след 15 години построява там крепостта Крак дьо Монреал. Този поход утвърждава властта му и при завръщането му в Йерусалим патриарх Дембер бърза да се помири с него.
Независимо от несъгласието на патриарха на Йерусалим и съпротивата на неприятелите му сред бароните, Балдуин е коронован за крал на Йерусалимското кралство на 25 декември 1100 г. във Витлеем. Царуването му преминава в непрестанни войни, при които завладява различни важни пристанища като Акра и Бейрут, осигурявайки си по такъв начин връзка с останалия християнски свят.

### Разширение на кралството
Още през 1100 г. Балдуин предприема военен поход в Юдея, където всява респект сред племената на бедуините, които често нападат поклонниците по пътя им към Йерусалим, и така успява да осигури сигурността по пътищата.
През 1101 г. Танкред е избран за регент на Княжество Антиохия поради попадането на чичо му Боемунд в плен. Тази му власт го задоволява до известна степен и той се помирява с Балдуин, който го оставя да защитава Северна Сирия и продължава военните действия срещу египтяните, като превзема Арсуф и Кесарея с помощта на една генуезка флотилия. Жителите на Кесарея са безмилостно избити. Според предварително сключеното споразумение генуезците получават една трета от плячката и търговски квартали в двата града за вечни времена. В Кесарея е учреден епископат. През септември Фатимидите най-накрая организират армия от египтяни, араби и суданци, която изпращат срещу кръстоносците, но Балдуин свиква всички франкски войски от Юдея и Галилея и въпреки огромното числено превъзходство на противника извоюва победата в първата битка при Рамла. Първоначално в Яфа пристигат известия за загуба на битката и за смърт на краля. Това дава повод на Танкред да започне тайни приготовления да заеме трона в Йерусалим, но Балдуин се завръща триумфално.
Везирът на Египет не се примирява с поражението и сформира нова 20-хилядна армия, за да си върне Палестина. В средата на май 1102 г. е втората битка при Рамла с участието на кръстоносци от Закъснелия кръстоносен поход, в която участват Етиен дьо Блоа, Юг VI дьо Лузинян и Гийом дьо Поатие. Този път победата е на страната на мюсюлманите, а Балдуин губи голяма част от армията си, като в битката загиват много благородници. Самият той успява да се спаси само благодарение на бързия си кон и се укрива в Арсуф. Оттам по море се придвижва до Яфа с помощта на английския корсар Годрик и тайно се връща в Йерусалим. С помощта на франкски рицари от Йерусалим и на подкрепления от рицари-поклонници, пристигнали по море, му се отдава да победи египтяните, обсадили Яфа, и да се завърне триумфално в Йерусалим. След това поражение мюсюлманските военачалници губят желание за открит сблъсък.
През 1103 г. кралят безуспешно обсажда Акра, най-голямото пристанище в Палестина, но тя получава помощ от Египет по море. Същата година плаща откуп за освобождаването на Боемунд от Антиохия, който се намира в плен от битката при Мелитена. През 1104, отново подпомогнат от една генуезка флотилия, Балдуин най-накрая превзема Акра. През 1105 г. отново побеждава египтяните при Рамла. През 1109 се проявява като мъдър арбитър при един съвет на бароните, свикан пред стените на Триполи по повод на спорове между тях. В резултат Танкред се отказва от претенциите си. Малко по-късно градът пада в ръцете на кръстоносците и по-късно става главният град на Графство Триполи. През 1110 към територията на Йерусалимското кралство е прибавен Бейрут, отново с генуезка помощ. Балдуин се отправя на поход на север в помощ на Едеса, която е обсадена от мосулски мюсюлмани.
При завръщането си завоюва Сидон с помощта на норвежкия крал Сигурд I. През 1111 Балдуин помага на Танкред при обсадата на Шайзар и след това безуспешно обсажда Тир. През 1113 кралството посреща нашествие на обединените сили на Тугтекин от Дамаск и Аксункур от Мосул и е на прага на поражението. Балдуин устоява с помощта на войски от Антиохия, както и на пристигащи поклонници от Европа.
През 1115 Балдуин тръгва на експедиция към Трансйордания и започва строежа на крепостта Монреале. Сирийските християни, които живеят в околността, са поканени да се преместят в Йерусалим, за да увеличат населението на града, избито през 1099. През 1117, започва строежът на крепост близо до Тир, който остава в мюсюлмански ръце още седем години.

## Личен живот
Според Грусе Балдуин I е една от най-влиятелните личности в историята на франкска Сирия. Той е дързък, но разумен политик с развито чувство за мярка и дипломатически такт. На външен вид олицетворява идеалния образ на рицаря, лицето му излъчва сила и мъжественост. Много добър ездач, действа бързо и смело в бой.
Още като граф на Едеса, когато Боемон е пленен през 1100 г. и го моли за помощ, Балдуин веднага се притича на помощ. В резултат на този поход границите на графството се разширяват на север.
Първата съпруга на Балдуин е Готхилда де Тосни и тя го съпровожда по време на кръстоносния поход, но умира през октомври 1097 г. Той сключва брак с втората си съпруга Арда, арменска принцеса от Мараш, при условие, че ще получи богата зестра. Всъщност баща ѝ плаща само малка част от обещаното и след като става крал, през 1108 г. Балдуин я изпраща в манастир с претекст, че води разпуснат живот.
През 1113 г. той се жени отново, този път за Аделхайд Савонска, вдовица на графа на Сицилия Рожер I. Този брак му донася солидна зестра и поддръжката на сицилианския флот. В брачния договор е записано, че ако Балдуин и Аделхайд нямат потомство, наследник на Йерусалимското кралство ще стане синът на Аделхайд Роже II. Бракът е с одобрението на Арнулф и причинява много проблеми, тъй като фактически Балдуин е двуженец, тъй като няма развод с Арда. Поради неодобрението на духовенството, включително на папата, през 1117 г. Балдуин е принуден да се раздели с Аделхайд и я отпраща.
Скоро след това, през април 1118 г., Балдуин умира в Египет, вероятно от хранително отравяне.